# Tournoi de tennis de Naples
Le tournoi de Naples est un tournoi de tennis professionnel masculin du circuit ATP Challenger qui se déroule sur terre battue à Naples depuis 1995. Il s'agit de la réédition de l'un des plus anciens tournois de tennis d'Italie, le Campionato Partenopeo (championnat Parthénopéen), qui, en ce qui concerne le simple hommes, a été joué pour la première fois en 1905.
Un second tournoi Challenger, la Coupe Tennislife, s'est déroulé dans la capitale de Campanie de 2007 à 2011.
En 2022, un tournoi masculin de catégorie ATP 250 est organisé en octobre sur dur.
Une épreuve féminine s'y est également déroulée dans les années 1960.

## Palmarès dames

### Simple
| No | Date       | Nom et lieu du tournoi       | Catégorie | Dotation | Surface      | Vainqueure    | Finaliste      | Score         |         |
| -- | ---------- | ---------------------------- | --------- | -------- | ------------ | ------------- | -------------- | ------------- | ------- |
| 1  | 29-04-1963 | Naples International, Naples |           | NC       | Terre (ext.) | Lesley Turner | Margaret Smith | 6-4, 5-7, 6-1 | Tableau |

## Palmarès messieurs

### Simple
| No | Date       | Nom et lieu du tournoi                        | Catégorie      | Dotation       | Surface        | Vainqueur           | Finaliste             | Score              |                |
| -- | ---------- | --------------------------------------------- | -------------- | -------------- | -------------- | ------------------- | --------------------- | ------------------ | -------------- |
| 1  | 1969       | Napoli Championships, Naples                  |                | NC $           | Terre (ext.)   | Patricio Rodríguez  | Martin Mulligan       | 8-6, 6-3, 0-6, 6-3 |                |
| 2  | 1995       | , Naples                                      | Challenger     | NC $           | NC             | Thomas Johansson    | Frédéric Vitoux       | 6-0, 6-0           |                |
| 3  | 1996       | , Naples                                      | Challenger     | NC $           | NC             | Félix Mantilla      | Karim Alami           | 6-3, 7-5           | []             |
| 4  | 1997       | , Naples                                      | Challenger     | NC $           | NC             | Dinu Pescariu       | Oliver Gross          | 6-4, 6-2           | []             |
| 5  | 1998       | , Naples                                      | Challenger     | NC $           | NC             | Davide Sanguinetti  | Marat Safin           | 6-4, 6-4           | []             |
| 6  | 1999       | , Naples                                      | Challenger     | NC $           | NC             | Juan Carlos Ferrero | Juan Albert Viloca    | 3-6, 7-64, 6-1     | []             |
|    | 2000-2001  | Pas de tournoi                                | Pas de tournoi | Pas de tournoi | Pas de tournoi | Pas de tournoi      | Pas de tournoi        | Pas de tournoi     | Pas de tournoi |
| 7  | 22-04-2002 | Tennis Napoli Cup, Naples                     | Challenger     | 25 000 $       | Terre (ext.)   | David Ferrer        | Jean-René Lisnard     | 6-1, 6-1           | []             |
| 8  | 21-04-2003 | Trofeo Sanpaolo IMI - Banco di Napoli, Naples | Challenger     | 25 000 $       | Terre (ext.)   | Richard Gasquet     | Gilles Müller         | 6-4, 6-4           | []             |
| 9  | 19-04-2004 | Tennis Napoli Cup Trofeo Coelna, Naples       | Challenger     | 25 000 $       | Terre (ext.)   | Gilles Müller       | Arnaud Di Pasquale    | 7-67, 61-7, 6-1    | []             |
| 10 | 28-03-2005 | Tennis Napoli Cup Trofeo Banca Promos, Naples | Challenger     | 100 000 $      | Terre (ext.)   | Richard Gasquet     | Potito Starace        | 4-6, 6-3, 7-5      | []             |
| 11 | 27-03-2006 | Tennis Napoli Cup Trofeo MSC Crociere, Naples | Challenger     | 85 000 €       | Terre (ext.)   | Potito Starace      | Alessio Di Mauro      | 6-0, 5-1, ab.      | []             |
| 12 | 26-03-2007 | Tennis Napoli Cup Trofeo MSC Crociere, Naples | Challenger     | 85 000 €       | Terre (ext.)   | Potito Starace      | Younès El Aynaoui     | 7-5, 6-2           | []             |
| 13 | 31-03-2008 | Tennis Napoli Cup, Naples                     | Challenger     | 85 000 €       | Terre (ext.)   | Potito Starace      | Marcos Daniel         | 6-4, 4-6, 7-63     | []             |
| 14 | 30-03-2009 | Tennis Napoli Cup, Naples                     | Challenger     | 85 000 €       | Terre (ext.)   | Pablo Cuevas        | Victor Crivoi         | 6-1, 6-3           | []             |
| 15 | 29-03-2010 | Tennis Napoli Cup, Naples                     | Challenger     | 30 000 €       | Terre (ext.)   | Rui Machado         | Federico Delbonis     | 6-4, 6-4           | []             |
| 16 | 18-04-2011 | Tennis Napoli Cup, Naples                     | Challenger     | 30 000 €       | Terre (ext.)   | Thomas Schoorel     | Filippo Volandri      | 6-2, 7-64          | []             |
| 17 | 23-04-2012 | Tennis Napoli Cup, Naples                     | Challenger     | 30 000 €       | Terre (ext.)   | Andrey Kuznetsov    | J. Dasnières de Veigy | 7-66, 7-66         | []             |
| 18 | 29-04-2013 | Tennis Napoli Cup, Naples                     | Challenger     | 30 000 €       | Terre (ext.)   | Potito Starace      | Alessandro Giannessi  | 6-2, 2-0, ab.      | []             |
|    | 2014       | Pas de tournoi                                | Pas de tournoi | Pas de tournoi | Pas de tournoi | Pas de tournoi      | Pas de tournoi        | Pas de tournoi     | Pas de tournoi |
| 19 | 06-04-2015 | Capri Watch Cup, Naples                       | Challenger     | 106 500 €      | Terre (ext.)   | D. Muñoz de la Nava | Matteo Donati         | 6-2, 6-1           | []             |
| 20 | 04-04-2016 | Capri Watch Cup, Naples                       | Challenger     | 42 500 €       | Terre (ext.)   | Jozef Kovalík       | Arthur De Greef       | 6-3, 6-2           | []             |
|    | 2017-2020  | Pas de tournoi                                | Pas de tournoi | Pas de tournoi | Pas de tournoi | Pas de tournoi      | Pas de tournoi        | Pas de tournoi     | Pas de tournoi |
| 21 | 04-10-2021 | Tennis Napoli Cup, Naples                     | Challenger     | 44 820 €       | Terre (ext.)   | Tallon Griekspoor   | Andrea Pellegrino     | 6-3, 6-2           | []             |
| 22 | 11-10-2021 | Vesuvio Cup, Naples                           | Challenger     | 44 820 €       | Terre (ext.)   | Tallon Griekspoor   | Alexander Ritschard   | 6-3, 6-2           | []             |
| 23 | 17-10-2022 | Tennis Napoli Cup, Naples                     | ATP 250        | 612 000 €      | Terre (ext.)   | Lorenzo Musetti     | Matteo Berrettini     | 7-65, 6-2          | Tableau        |

### Double
| No | Date       | Nom et lieu du tournoi                        | Catégorie      | Dotation       | Surface        | Vainqueurs                              | Finalistes                          | Score            |                |
| -- | ---------- | --------------------------------------------- | -------------- | -------------- | -------------- | --------------------------------------- | ----------------------------------- | ---------------- | -------------- |
| 1  | 1995       | , Naples                                      | Challenger     | NC $           | NC             | Stefano Pescosolido Vincenzo Santopadre | Kent Kinnear Jack Waite             | 6-1, 3-6, 6-3    |                |
| 2  | 1996       | , Naples                                      | Challenger     | NC $           | NC             | Omar Camporese Diego Nargiso            | Ģirts Dzelde Tomas Nydahl           | 4-6, 6-3, 7-6    | []             |
| 3  | 1997       | , Naples                                      | Challenger     | NC $           | NC             | Aleksandar Kitinov Tom Vanhoudt         | Tomás Carbonell Francisco Roig      | 7-6, 6-4         | []             |
| 4  | 1998       | , Naples                                      | Challenger     | NC $           | NC             | Massimo Bertolini Devin Bowen           | Tamer El-Sawy Gábor Köves           | 3-6, 7-6, 6-2    | []             |
| 5  | 1999       | , Naples                                      | Challenger     | NC $           | NC             | Marcos Ondruska Jack Waite              | Massimo Bertolini Cristian Brandi   | 6-4, 7-66        | []             |
|    | 2000-2001  | Pas de tournoi                                | Pas de tournoi | Pas de tournoi | Pas de tournoi | Pas de tournoi                          | Pas de tournoi                      | Pas de tournoi   | Pas de tournoi |
| 6  | 22-04-2002 | Tennis Napoli Cup, Naples                     | Challenger     | 25 000 $       | Terre (ext.)   | Gabriel Trifu Vladimir Voltchkov        | Leonardo Olguin Martín Vassallo     | 7-5, 7-66        | []             |
| 7  | 21-04-2003 | Trofeo Sanpaolo IMI - Banco di Napoli, Naples | Challenger     | 25 000 $       | Terre (ext.)   | Massimo Bertolini Giorgio Galimberti    | Amir Hadad Christophe Rochus        | 2-6, 7-5, 6-4    | []             |
| 8  | 19-04-2004 | Tennis Napoli Cup Trofeo Coelna, Naples       | Challenger     | 25 000 $       | Terre (ext.)   | Tomas Behrend Giorgio Galimberti        | Michal Tabara Jiří Vaněk            | 6-1, 6-3         | []             |
| 9  | 28-03-2005 | Tennis Napoli Cup Trofeo Banca Promos, Naples | Challenger     | 100 000 $      | Terre (ext.)   | Janko Tipsarević Jiří Vaněk             | Massimo Bertolini Uros Vico         | 3-6, 6-4, 6-2    | []             |
| 10 | 27-03-2006 | Tennis Napoli Cup Trofeo MSC Crociere, Naples | Challenger     | 85 000 €       | Terre (ext.)   | Tomáš Cibulec Łukasz Kubot              | Simone Bolelli Fabio Fognini        | 7-5, 4-6, [10-7] | []             |
| 11 | 26-03-2007 | Tennis Napoli Cup Trofeo MSC Crociere, Naples | Challenger     | 85 000 €       | Terre (ext.)   | Flavio Cipolla Marcel Granollers        | Marco Crugnola Alessio Di Mauro     | 6-4, 6-2         | []             |
| 12 | 31-03-2008 | Tennis Napoli Cup, Naples                     | Challenger     | 85 000 €       | Terre (ext.)   | Tomáš Cibulec Jaroslav Levinský         | Frederico Gil Luis Horna            | 6-1, 6-3         | []             |
| 13 | 30-03-2009 | Tennis Napoli Cup, Naples                     | Challenger     | 85 000 €       | Terre (ext.)   | Pablo Cuevas David Marrero              | Lukáš Rosol Frank Moser             | 6-4, 6-3         | []             |
| 14 | 29-03-2010 | Tennis Napoli Cup, Naples                     | Challenger     | 30 000 €       | Terre (ext.)   | Dustin Brown Jesse Witten               | Rohan Bopanna Aisam-Ul-Haq Qureshi  | 7-64, 7-5        | []             |
| 15 | 18-04-2011 | Tennis Napoli Cup, Naples                     | Challenger     | 30 000 €       | Terre (ext.)   | Travis Rettenmaier Simon Stadler        | Travis Parrott Andreas Siljeström   | 6-4, 6-4         | []             |
| 16 | 23-04-2012 | Tennis Napoli Cup, Naples                     | Challenger     | 30 000 €       | Terre (ext.)   | Laurynas Grigelis Alessandro Motti      | Rameez Junaid Igor Zelenay          | 6-4, 6-4         | []             |
| 17 | 29-04-2013 | Tennis Napoli Cup, Naples                     | Challenger     | 30 000 €       | Terre (ext.)   | Stefano Ianni Potito Starace            | Alessandro Giannessi Andrey Golubev | 6-1, 6-3         | []             |
|    | 2014       | Pas de tournoi                                | Pas de tournoi | Pas de tournoi | Pas de tournoi | Pas de tournoi                          | Pas de tournoi                      | Pas de tournoi   | Pas de tournoi |
| 18 | 06-04-2015 | Capri Watch Cup, Naples                       | Challenger     | 106 500 €      | Terre (ext.)   | Ilija Bozoljac Filip Krajinović         | Nikoloz Basilashvili Alexander Bury | 6-1, 6-2         | []             |
| 19 | 04-04-2016 | Capri Watch Cup, Naples                       | Challenger     | 42 500 €       | Terre (ext.)   | Gero Kretschmer Alexander Satschko      | Matteo Donati Stefano Napolitano    | 6-1, 6-3         | []             |
|    | 2017-2020  | Pas de tournoi                                | Pas de tournoi | Pas de tournoi | Pas de tournoi | Pas de tournoi                          | Pas de tournoi                      | Pas de tournoi   | Pas de tournoi |
| 20 | 04-10-2021 | Tennis Napoli Cup, Naples                     | Challenger     | 44 820 €       | Terre (ext.)   | Dustin Brown Andrea Vavassori           | Mirza Bašić Nino Serdarušić         | 7-5, 7-65        | []             |
| 21 | 11-10-2021 | Vesuvio Cup, Naples                           | Challenger     | 44 820 €       | Terre (ext.)   | Marco Bortolotti Sergio Martos Gornés   | Dustin Brown Andrea Vavassori       | 6-4, 3-6, [10-7] | []             |
| 22 | 17-10-2022 | Tennis Napoli Cup, Naples                     | ATP 250        | 612 000 €      | Terre (ext.)   | Ivan Dodig Austin Krajicek              | Matthew Ebden John Peers            | 6-3, 1-6, [10-8] | Tableau        |

## Palmarès mixte
| No | Date       | Nom et lieu du tournoi      | Catégorie | Dotation | Surface      | Vainqueures                 | Finalistes             | Score   |         |
| -- | ---------- | --------------------------- | --------- | -------- | ------------ | --------------------------- | ---------------------- | ------- | ------- |
| 1  | 29-04-1963 | Naples International Naples |           | NC       | Terre (ext.) | Margaret Smith Ken Fletcher | Jan Lehane Robert Howe | default | Tableau |